# IT'S ALL RIGHT (大黒摩季の曲)
「IT'S ALL RIGHT」（イッツ・オール・ライト）は、大黒摩季の31枚目のシングル。TBS「ひるおび!」エンディングテーマ、朝日放送「ホップ!ステップ!シャンプー!」エンディングテーマ。

## 概要
IT'S ALL RIGHTのPVに俳優の綾野剛と田中要次が出演。

## 収録曲
1. IT'S ALL RIGHT (#2 Marty basic)
作詞・作曲 大黒摩季
2. Forever Rose
作詞・作曲 大黒摩季
3. IT'S ALL RIGHT (#2 Marty basic)(Instrumental)
4. Forever Rose (Instrumental)